# Sân bay quốc tế Iaşi
Sân bay Iaşi (IATA: IAS, ICAO: LRIA) là một sân bay ở Iaşi, đây là thành phố lớn thứ hai của România. Sân bay này nằm cách trung tâm thành phố 8 km về phía đông, là sân bay quan trọng nhất ở vùng Moldavia về số lượt khách. Năm 2006, sân bay này đã phục vụ 71.300 lượt khách. Sân bay Iaşi là một trong những sân bay lâu đời nhất Ru-ma-ni, hoạt động thương mại từ năm 1926 với các tuyến Bucharest – Galaţi – Iaşi và Chişinău. Năm 1969, sân bay Iaşi được hiện đại hóa, xây một đường băng bê tông dài 1800 m với hệ thống chiếu sáng và một nhà ga. Nhà ga có thể phục vụ 150 lượt khách/giờ cho tuyến nội địa và 100 khách/giờ cho tuyến quốc tế.

## Các hãng hàng không và các tuyến điểm

### Các hãng bay theo lịch trình
- Austrian Airlines
  - operated by Austrian Arrows (Wien)
- Carpatair (Timişoara)
- TAROM (Bucharest Henri Coandă)

### Các hãng bay thuê bao
- Blue Air (Antalya, Thessaloniki, Bodrum) theo mùa
- Atlasjet (Antalya) seasonal